# 関心領域 (映画)
『関心領域』（かんしんりょういき、英: The Zone of Interest）は、マーティン・エイミスの同名の小説を原作とし、ジョナサン・グレイザーが脚本・監督を務めた2023年のアメリカ合衆国・イギリス・ポーランド共同製作の歴史・ドラマ映画である。アウシュヴィッツ強制収容所の隣に建てた新居で妻のヘートヴィヒ（ザンドラ・ヒュラー）との理想の生活を築こうとするルドルフ・ヘス所長をクリスティアン・フリーデルが演じる。
『関心領域』は2023年5月19日に第76回カンヌ国際映画祭でプレミア上映され、グランプリとFIPRESCI賞を獲得した。第49回ロサンゼルス映画批評家協会賞では作品賞を獲得し、2023年ナショナル・ボード・オブ・レビュー賞では国際映画トップ5に選ばれた。第96回アカデミー賞にはアカデミー作品賞、監督賞、国際長編映画賞（イギリス代表作）を含む5部門にノミネートされ、国際長編映画賞・音響賞を受賞した。また第81回ゴールデングローブ賞にはドラマ映画賞を含む3部門、英国アカデミー賞には英国作品賞を含む9部門にノミネートされ、非英語作品賞、英国作品賞、音響賞の3部門を受賞した。

## あらすじ
1944年、ルドルフ・ヘス中佐（ナチス副総裁のルドルフ・ヘスとは別人）は、ポーランドのアウシュビッツ強制収容所の所長として、収容所と壁一枚を隔てた屋敷で妻と5人の子供たちと暮らしていた。妻のヘートヴィヒは貧しい生まれで粗野なところがあるが、庭師や使用人を使って屋敷周囲の荒れ地を美しい庭園や畑、温室、東屋などに作り変えた。収容されたユダヤ人から奪った世界各国の金や宝石、服や毛皮のコートで贅沢をし、まるで戦争とは無縁であるかのように平和に暮らすヘートヴィヒと子供たち。ルドルフはトップフ・ウント・ゼーネの技術者たちを招き、「荷物」を効率よく処分するための循環型焼却炉の建設に余念がなかった。
使用人として雇われ、屋敷に住み込んでいる地元の若いポーランド人の娘のマルタは、ジャガイモやリンゴを盗み出しては夜間に土木作業場に忍び込み、ユダヤ人が見つけられるよう隠していた。彼女はシャベルの陰に置かれた缶を見つけ、収容所内で書かれた歌(ヨセフ・ウルフ著「陽の光」)の楽譜を大切に持ち帰った。
娘夫婦の屋敷を訪問し、贅沢な暮らしぶりに感心するヘートヴィヒの母親。かつてヘートヴィヒの母親を掃除人として雇っていた裕福なユダヤ婦人も、今はアウシュビッツに収容されているという。ヘートヴィヒは、庭で育てている草木や作物、花などを母親に見せ、夫のルドルフが自分のことを「アウシュビッツの女王」と呼んでいると誇った。だが、母親は真夜中にも吹き出す焼却炉からの炎や臭いに耐えられず、置き手紙を残して帰宅してしまった。
ルドルフに転属の内示が伝達された。各地の収容所を統括する副監察官への栄転だったが、妻が自慢の庭園に執着していると知っているだけに悩むルドルフ。将校仲間を集めたパーティーの最中、ルドルフは妻に栄転を伝える。ヘートヴィヒは子育てを理由に屋敷に残ると言い張り、上層部に計画を変えてもらうよう伝えてほしいとルドルフにせがむが、ルドルフはドイツのオラニエンブルクに単身赴任を余儀なくされた。転属前、ルドルフは「収容所の景観のため」に植えたライラックの花や枝などを傷つけたり撤去しないよう、収容所の全体放送で繰り返し伝える。
半年後、ハンガリー侵攻作戦に伴う人事異動でアウシュビッツ強制収容所の所長へ復職が決まるルドルフ。さっそく妻に電話をしたが、その一方で彼は胃腸の不調と吐き気に悩まされていた。
挿入される現在のアウシュビッツ強制収容所の映像。文字通り、山盛りに積まれた犠牲者たちの大量の靴や松葉杖、義足、鞄。廊下に並べられた顔写真。早朝から展示施設の清掃がスタッフによって行われている。
深夜に無人のオフィスから一人、宿舎へと帰っていく最中強い吐き気を催したルドルフ。やがて彼は階段を下りていく。
ナチス・ドイツの崩壊は一年後に迫っている。

## キャスト
※括弧内は日本語吹替。
- ルドルフ・ヘス - クリスティアン・フリーデル（英語版）（新垣樽助)
- ヘートヴィヒ・ヘス（ドイツ語版） - ザンドラ・ヒュラー（浅野まゆみ)
- オズヴァルト・ポール - ラルフ・ハーフォース（ドイツ語版）（堀総士郎）
- ゲルハルト・マウラー（ドイツ語版） - ダニエル・ホルツバーグ（ドイツ語版）
- アルトゥール・リーベヘンシェル - サッシャ・マーズ（ドイツ語版）
- エレオノーア・ポール - フレイア・クロイツカム（ドイツ語版）
- リンナ・ヘンセル - イモゲン・コッゲ（ドイツ語版）

## 製作

### 企画
『関心領域』の製作には10年を要した。『アンダー・ザ・スキン 種の捕食』の完成後、グレイザーは、出版前のマーティン・エイミスの小説『関心領域』を取り上げた新聞の書評記事を読み、興味をそそられた。彼はこの小説を読んだ後にオプション契約を結んだ。小説の主人公パウルとハンナのドール夫妻は、アウシュヴィッツ強制収容所で最も長く所長を務めたルドルフ・ヘスとその妻のヘートヴィヒを大まかにモデルにしていた。グレイザーは架空のキャラクターの代わりに実在の人物を映画で取り上げることを選び、ヘス夫妻について2年間にわたる徹底的な調査を行った。彼はアウシュヴィッツを何度か訪れ、へス邸の光景に深い感銘を受けた。彼はアウシュヴィッツ博物館やその他の組織と協力し、公文書館にアクセスする特別許可を得て、生存者やヘス家で働いていた人々から提供された証言を調べた。これらの証言をつなぎ合わせることで、グレイザーは徐々に、実際に起きたことに関係する人々ひとりひとりの詳細な描写を構築していった。また彼は調査の際に歴史家のティモシー・スナイダーの2015年の著書『ブラックアース：ホロコーストの歴史と警告』も参考にした。
グレイザーは、ホロコーストを実行した者たちがしばしば「ほぼ神話的なまでに邪悪な」者たちとして描かれていると指摘し、そういった点について神話性を除去して明確にする映画を作ることを志していた。ホロコーストの物語を「過去にあって現在には関係しない何か」としてではなく、「今、ここでの物語」として語ろうとした。自身のアプローチについて、グレイザーは「私たちは、自分ではそんなことはないと思いたがっているかもしれないが、感情的にも政治的にも、ホロコースト実行者のカルチャーに近いのだ、ということを示すことによって、自分たちを『安泰ではない』という気持ちにさせる」ような映画、および、感傷を排した「犯罪捜査にあたる鑑識のような」、「乾いた悲嘆の目」を通じて見られる映画を思い描いていた哲学者ジリアン・ローズの書いたものを引き合いに出している。
グレイザーは2019年にプロジェクトを明かし、A24、フィルム4・プロダクションズ、アクセス・エンターテインメント、ハウス・プロダクションズが共同出資と製作を行うことを発表した。フリーデルはルドルフ・ヘス役のために2019年にロンドンでグレイザーとジム・ウィルソンに初めて会った。グレイザーとウィルソンの映画企画の説明に戸惑いつつ、フリーデルは自分もそうせざるを得ないと感じた。2013年に歴史ドラマ『Amour Fou』でヒュラーと共演していたフリーデルはルドルフの妻のヘートヴィヒ役に彼女を推薦した。ヒュラーにはまず、ホロコーストを題材とした映画としてのプロジェクトの性質を知らされる前に、文脈を無視して提示されたルドルフとヘートヴィヒの口論を脚本から抜粋したものが送られた。ヒュラーはナチスを演じないと心に決めていたが、グレイザーと面会し、ナチズムをスクリーン上で正しく描く方法について彼女が抱いていた懸念を彼が共有し、対処してくれると確信した。ヒュラー自身の愛犬である黒のワイマラナーは『関心領域』でヘス家の愛犬のディラを演じている。
映画に登場するポーランド人の少女はグレイザーが調査中に出会ったアレクサンドリアという女性にインスパイアされている。12歳の頃にポーランドの抵抗運動員だった彼女は飢餓に苦しむ囚人のためにリンゴを置くため収容所まで自転車で通っていた。映画と同様に彼女は囚人が書いた音楽を発見した。この囚人はヨーゼフ・ヴルフであったが、彼は戦争を生き延びた。アレクサンドリアはグレイザーと90歳の時に面会し、その後まもなく亡くなった。映画で使われている自転車も女優が着ている衣裳も彼女のものである。

### 撮影
オリジナルのヘス邸は終戦後は個人の邸宅として使われてきていた。プロダクションデザイナーのクリス・オディは収容所の壁の向こうにある廃屋を数ヶ月かけてヘス邸のレプリカに改造し、撮影開始時に花が咲くように2021年4月に庭の植栽を始めた。主要撮影は2021年夏にアウシュヴィッツで始まり、約55日間続いた。追加撮影は2022年1月にイェレニャ・グラで行われた。
この映画はライカのレンズを装着したSony Veniceのデジタルカメラで撮影された。グレイザーと撮影監督のウカシュ・ジャルは最大10台のカメラを家の中とその周辺に埋め込み、現場にスタッフを置かずに同時に回し続けた。グレイザーが「ナチの邸宅の『ビッグ・ブラザー』」と名付けたこのアプローチにより、俳優たちは撮影中に様々な実験をすることができた。グレイザーとジャルは現代的な外観を目指し、アウシュヴィッツを美しく撮ることは望まなかった。その結果、照明は組まれず自然光だけが使われた。
グレイザーは収容所内で起こっている虐殺行為を見せず、ただ聞かせるだけにとどめた。彼はこの映画の音響を「もうひとつの映画」「紛れもなく、映画」と表現した。そのため、音響デザイナーのジョニー・バーンはアウシュヴィッツでの関連する出来事、目撃者の証言、収容所の大きな地図などを含む600ページに及ぶ資料をまとめ、音の距離や反響を適切に判断できるようにした。彼は撮影が始まる前の1年間、製造機械、火葬場、炉、長靴、当時を正確に再現した銃声、人間の苦痛の音などを含む音響ライブラリーを作り上げた。彼は撮影とポストプロダクションに至るまでライブラリー構築を続けた。ミカ・レヴィは当初、この映画のためにスコアを書いたが、グレイザーとバーンはそれによって映画が「甘くなったりドラマチックになったり」することを望まなかったため、そのほとんどが破棄された。プロローグのためにレヴィが書いた音楽は映画に残り、またいくつかのシークエンスのために作られたサウンドスケープとエピローグのためのサウンドコラージュも残された。

## 公開
『関心領域』は第76回カンヌ国際映画祭でパルム・ドールを争うコンペティション部門に選出され、2023年5月19日にそこでワールド・プレミアが行われ、6分間のスタンディング・オベーションを受けた。映画祭ではグランプリ、カンヌ・サウンドトラック賞、FIPRESCI賞を受賞した。
北米プレミアは2023年9月1日に第50回テルライド映画祭で行われた。また第48回トロント国際映画祭でも上映された。アメリカ合衆国では当初は2023年12月8日公開予定であったが延期され、12月15日に限定公開された。イギリスでは2024年2月2日に公開される。ポーランドでは2024年2月9日に公開される。日本では2024年5月24日に公開される。

## 評価

### 批評家の反応
『関心領域』はプレミア上映時に絶賛された。レビュー収集サイトのRotten Tomatoesでは222件の批評を基に支持率は92%、平均点は8.7/10となり、「凄惨な犯罪に加担する人々のありふれた存在を冷静に検証する『関心領域』は、許しがたい残虐行為の背後にある俗悪さを冷徹に見つめさせる」とまとめられた。Metacriticでは52件の批評に基づいて加重平均値は90/100と示された。
『タイムズ』のケヴィン・メアは「画期的な映画であり、非常に重要で、難解な発想を恐れない」と評した。『ハリウッド・リポーター』のデヴィッド・ルーニーは「他に類を見ない破壊的なホロコースト劇であり、（ジョナサン・グレイザー監督の）色調と視覚的ストーリーテリングの正確なコントロールを驚くほど効果的に示している」と評した。『アイリッシュ・タイムズ』のドナルド・クラークは「デリケートな題材にこのような形式的なアプローチをとったことで、グレイザーはまだ問題を抱えるかもしれない。しかし、どちらかといえば、その自らに課した規律、そしてまったく感傷的でないことが、彼がこの題材に対して抱いている深い敵意を物語っている」と評した。『フィナンシャル・タイムズ』のラファエル・エイブラハムは「グレイザーはこのような極端な非人間性を普通に描くことによって怪物をありふれたものにするだけでなく、その真の恐ろしさを私たちに再認識させるという、はるかに偉大なことを成し遂げたのだ」と評した。『スクリーン・インターナショナル』のジョナサン・ロムニーはこの映画を「誤ったレトリックを排除し、観客の想像力と感情的な反応に最大限の余白を残している」と評した。
『インディーワイア』のデヴィッド・エルリッヒはグレイザーのカメラワークは「ドラマの欠如がそれ自身で深く病んでいくような映画に平坦な均整を植え付けた」と評した。『デイリー・テレグラフ』のロビー・コリンは「丹念なフレーミングと音響デザインによってその恐怖はあらゆるショットの端々を苛んでいる」と評した。『ガーディアン』のピーター・ブラッドショーは4ツ星を与え、この映画を「その芸術性故、おそらく（意図的な）悪趣味を完全にコントロールできていない映画」と評し、同時に「ミカ・レヴィによる見事なスコアとジョニー・バーンによる音響デザイン」を称賛した。
映画製作者のトッド・フィールドはこの映画を賞賛し、「グレイザーの映画に慣れている人にとってはここでの彼のアプローチが比喩やジャンルの自負、あるいは私たちが当然と思っている映画的な省略表現に邪魔されないのは驚くべきことでもない。私たちの最高の映画製作者の1人としての24年間のキャリアを通じてグレイザーは常にジャンルを高度に解釈し、その過程で犯罪（『セクシー・ビースト』）、超常現象（『記憶の棘』）、サイエンス・フィクション（『アンダー・ザ・スキン 種の捕食』）を完全に刷新してきた。その枠の中で描かれる彼の作品はまるでそれまで見たことのないような度肝を抜かれるようなユニークさだ」と評した。
逆にイタリアの映画批評家のダヴィデ・アバテスチアンニがCineuropaで発表した批評はあまり好意的ではなかった。彼は不穏な雰囲気は良く出来ているものの単調であると感じ、またキャストの演技に関しても変化に乏しく2時間停滞したままだと考え、この映画の中で提示されたコンセプトに変化をもたらすことができないと指摘した。ドイツの批評家のハンス＝ゲオルク・ローデックはWorldcrunchに寄稿し、「『関心領域』が答えない最初の疑問がある。これは無知なのか? もちろんそうではない。人種差別やナショナリズム妄想に基づく意識的な承認か? きっとそうだろう。驚異と感じられる状況の中での牧歌的な生活への憧れなのか? 間違いない。説明の試みは多くあるが、ジョナサン・グレイザーはそれらにあまり関心が無い。グレイザーはおそらくこれまでのホロコースト映画よりも抑圧的な状況を描写している。何も知ろうとしなかった国民全体の態度がひとつの庭園に凝縮されている」と評した。

### 受賞とノミネート
| 賞                                           | 発表日         | 部門                              | 対象                                         | 結果       | 参照            |
| -------------------------------------------- | -------------- | --------------------------------- | -------------------------------------------- | ---------- | --------------- |
| アカデミー賞                                 | 2024年3月10日  | 作品賞                            | ジェームズ・ウィルソン                       | ノミネート | [ 63 ] [ 64 ]   |
| アカデミー賞                                 | 2024年3月10日  | 監督賞                            | ジョナサン・グレイザー                       | ノミネート | [ 63 ] [ 64 ]   |
| アカデミー賞                                 | 2024年3月10日  | 脚色賞                            | ジョナサン・グレイザー                       | ノミネート | [ 63 ] [ 64 ]   |
| アカデミー賞                                 | 2024年3月10日  | 国際長編映画賞                    | 『関心領域』                                 | 受賞       | [ 63 ] [ 64 ]   |
| アカデミー賞                                 | 2024年3月10日  | 音響賞                            | ターン・ウィラーズ、ジョニー・バーン         | 受賞       | [ 63 ] [ 64 ]   |
| 女性映画ジャーナリスト同盟                   | 2024年1月4日   | 作品賞                            | 『関心領域』                                 | 受賞       | [ 65 ]          |
| 女性映画ジャーナリスト同盟                   | 2024年1月4日   | 監督賞                            | ジョナサン・グレイザー                       | ノミネート | [ 65 ]          |
| 女性映画ジャーナリスト同盟                   | 2024年1月4日   | 助演女優賞                        | ザンドラ・ヒュラー                           | ノミネート | [ 65 ]          |
| 女性映画ジャーナリスト同盟                   | 2024年1月4日   | 勇敢演技賞                        | ザンドラ・ヒュラー                           | ノミネート | [ 65 ]          |
| 女性映画ジャーナリスト同盟                   | 2024年1月4日   | 脚色賞                            | ジョナサン・グレイザー                       | ノミネート | [ 65 ]          |
| 女性映画ジャーナリスト同盟                   | 2024年1月4日   | 撮影賞                            | ウカシュ・ジャル                             | ノミネート | [ 65 ]          |
| 女性映画ジャーナリスト同盟                   | 2024年1月4日   | 編集賞                            | ポール・ワッツ                               | ノミネート | [ 65 ]          |
| 女性映画ジャーナリスト同盟                   | 2024年1月4日   | 非英語映画賞                      | 『関心領域』                                 | 受賞       | [ 65 ]          |
| アストラ映画賞                               | 2024年1月6日   | 国際作品賞                        | 『関心領域』                                 | ノミネート | [ 66 ]          |
| アストラ映画賞                               | 2024年1月6日   | 国際映画製作者賞                  | ジョナサン・グレイザー                       | ノミネート | [ 66 ]          |
| アストラ映画賞                               | 2024年1月6日   | 国際男優賞                        | クリスティアン・フリーデル                   | ノミネート | [ 66 ]          |
| オースティン映画批評家協会賞                 | 2024年1月10日  | 国際映画賞                        | 『関心領域』                                 | ノミネート | [ 67 ]          |
| 英国アカデミー賞                             | 2024年2月18日  | 英国作品賞                        | 『関心領域』                                 | 受賞       | [ 68 ] [ 69 ]   |
| 英国アカデミー賞                             | 2024年2月18日  | 非英語作品賞                      | 『関心領域』                                 | 受賞       | [ 68 ] [ 69 ]   |
| 英国アカデミー賞                             | 2024年2月18日  | 監督賞                            | ジョナサン・グレイザー                       | ノミネート | [ 68 ] [ 69 ]   |
| 英国アカデミー賞                             | 2024年2月18日  | 脚色賞                            | ジョナサン・グレイザー                       | ノミネート | [ 68 ] [ 69 ]   |
| 英国アカデミー賞                             | 2024年2月18日  | 助演女優賞                        | ザンドラ・ヒュラー                           | ノミネート | [ 68 ] [ 69 ]   |
| 英国アカデミー賞                             | 2024年2月18日  | 撮影賞                            | ウカシュ・ジャル                             | ノミネート | [ 68 ] [ 69 ]   |
| 英国アカデミー賞                             | 2024年2月18日  | 編集賞                            | ポール・ワッツ                               | ノミネート | [ 68 ] [ 69 ]   |
| 英国アカデミー賞                             | 2024年2月18日  | プロダクションデザイン賞          | クリス・オディ                               | ノミネート | [ 68 ] [ 69 ]   |
| 英国アカデミー賞                             | 2024年2月18日  | 音響賞                            | ジョニー・バーン                             | 受賞       | [ 68 ] [ 69 ]   |
| ボストン映画批評家協会賞                     | 2023年12月10日 | 作品賞                            | 『関心領域』                                 | 次点       | [ 70 ]          |
| ボストン映画批評家協会賞                     | 2023年12月10日 | 監督賞                            | ジョナサン・グレイザー                       | 受賞       | [ 70 ]          |
| ボストン映画批評家協会賞                     | 2023年12月10日 | 脚色賞                            | ジョナサン・グレイザー                       | 受賞       | [ 70 ]          |
| ボストン映画批評家協会賞                     | 2023年12月10日 | 作曲賞                            | ミカ・レヴィ                                 | 次点       | [ 70 ]          |
| ボストン映画批評家協会賞                     | 2023年12月10日 | 外国語映画賞                      | 『関心領域』                                 | 受賞       | [ 70 ]          |
| カメリメージ                                 | 2023年11月18日 | FIPRESCI賞                        | 『関心領域』                                 | 受賞       | [ 71 ]          |
| カンヌ国際映画祭                             | 2023年5月27日  | パルム・ドール                    | ジョナサン・グレイザー                       | ノミネート | [ 29 ]          |
| カンヌ国際映画祭                             | 2023年5月27日  | グランプリ                        | ジョナサン・グレイザー                       | 受賞       | [ 32 ]          |
| カンヌ国際映画祭                             | 2023年5月27日  | FIPRESCI賞                        | ジョナサン・グレイザー                       | 受賞       | [ 34 ]          |
| カンヌ国際映画祭                             | 2023年5月27日  | サウンドトラック賞                | ミカ・レヴィ                                 | 受賞       | [ 33 ]          |
| カンヌ国際映画祭                             | 2023年5月27日  | CST芸術家・技術者賞               | ジョニー・バーン                             | 受賞       | [ 72 ]          |
| シカゴ映画批評家協会                         | 2023年12月12日 | 助演女優賞                        | ザンドラ・ヒュラー                           | ノミネート | [ 73 ]          |
| シカゴ映画批評家協会                         | 2023年12月12日 | 脚色賞                            | ジョナサン・グレイザー                       | ノミネート | [ 73 ]          |
| シカゴ映画批評家協会                         | 2023年12月12日 | 作曲賞                            | ミカ・レヴィ                                 | ノミネート | [ 73 ]          |
| シカゴ映画批評家協会                         | 2023年12月12日 | 撮影賞                            | ウカシュ・ジャル                             | ノミネート | [ 73 ]          |
| シカゴ映画批評家協会                         | 2023年12月12日 | 外国語映画賞                      | 『関心領域』                                 | 受賞       | [ 73 ]          |
| クリティクス・チョイス・アワード             | 2024年1月14日  | 外国語映画賞                      | 『関心領域』                                 | ノミネート | [ 74 ]          |
| ダラス・フォートワース映画批評家協会賞       | 2023年12月18日 | 外国語映画賞                      | 『関心領域』                                 | 2位        | [ 75 ]          |
| ダラス・フォートワース映画批評家協会賞       | 2023年12月18日 | ラッセル・スミス賞                | 『関心領域』                                 | 受賞       | [ 75 ]          |
| ヨーロッパ映画賞                             | 2023年12月9日  | 作品賞                            | 『関心領域』                                 | ノミネート | [ 76 ]          |
| ヨーロッパ映画賞                             | 2023年12月9日  | 監督賞                            | ジョナサン・グレイザー                       | ノミネート | [ 76 ]          |
| ヨーロッパ映画賞                             | 2023年12月9日  | 脚本賞                            | ジョナサン・グレイザー                       | ノミネート | [ 76 ]          |
| ヨーロッパ映画賞                             | 2023年12月9日  | 男優賞                            | クリスティアン・フリーデル                   | ノミネート | [ 76 ]          |
| ヨーロッパ映画賞                             | 2023年12月9日  | 女優賞                            | ザンドラ・ヒュラー                           | ノミネート | [ 76 ]          |
| ヨーロッパ映画賞                             | 2023年12月9日  | 音響デザイナー賞                  | ターン・ウィラーズ、ジョニー・バーン         | 受賞       | [ 77 ]          |
| フロリダ映画批評家協会賞                     | 2023年12月21日 | 監督賞                            | ジョナサン・グレイザー                       | ノミネート | [ 78 ] [ 79 ]   |
| フロリダ映画批評家協会賞                     | 2023年12月21日 | 国際映画賞                        | 『関心領域』                                 | 次点       | [ 78 ] [ 79 ]   |
| フロリダ映画批評家協会賞                     | 2023年12月21日 | 美術監督/プロダクションデザイン賞 | 『関心領域』                                 | ノミネート | [ 78 ] [ 79 ]   |
| フロリダ映画批評家協会賞                     | 2023年12月21日 | 撮影賞                            | ウカシュ・ジャル                             | ノミネート | [ 78 ] [ 79 ]   |
| ジョージア映画批評家協会賞                   | 2024年1月5日   | 作曲賞                            | ミカ・レヴィ                                 | ノミネート | [ 80 ] [ 81 ]   |
| ジョージア映画批評家協会賞                   | 2024年1月5日   | 国際映画賞                        | 『関心領域』                                 | ノミネート | [ 80 ] [ 81 ]   |
| ゴールデングローブ賞                         | 2024年1月7日   | ドラマ映画賞                      | 『関心領域』                                 | ノミネート | [ 82 ]          |
| ゴールデングローブ賞                         | 2024年1月7日   | 外国語映画賞                      | 『関心領域』                                 | ノミネート | [ 82 ]          |
| ゴールデングローブ賞                         | 2024年1月7日   | 作曲賞                            | ウカシュ・ジャル                             | ノミネート | [ 82 ]          |
| ゴッサム・インディペンデント映画賞           | 2023年11月27日 | 国際作品賞                        | 『関心領域』                                 | ノミネート | [ 83 ]          |
| ゴッサム・インディペンデント映画賞           | 2023年11月27日 | 脚本賞                            | ジョナサン・グレイザー                       | ノミネート | [ 83 ]          |
| ゴッサム・インディペンデント映画賞           | 2023年11月27日 | 助演俳優賞                        | ザンドラ・ヒュラー                           | ノミネート | [ 83 ]          |
| ハリウッド・ミュージック・イン・メディア賞   | 2023年11月15日 | インディペンデント映画作曲賞      | ミカ・レヴィ                                 | 受賞       | [ 84 ]          |
| インディペンデント・スピリット賞             | 2024年2月25日  | 国際映画賞                        | 『関心領域』                                 | ノミネート | [ 85 ] [ 86 ]   |
| ロサンゼルス映画批評家協会賞                 | 2023年12月10日 | 作品賞                            | 『関心領域』                                 | 受賞       | [ 87 ]          |
| ロサンゼルス映画批評家協会賞                 | 2023年12月10日 | 監督賞                            | ジョナサン・グレイザー                       | 受賞       | [ 87 ]          |
| ロサンゼルス映画批評家協会賞                 | 2023年12月10日 | 主演俳優賞                        | ザンドラ・ヒュラー                           | 受賞       | [ 87 ]          |
| ロサンゼルス映画批評家協会賞                 | 2023年12月10日 | 音楽賞                            | ミカ・レヴィ                                 | 受賞       | [ 87 ]          |
| モントクレア映画祭                           | 2023年10月29日 | ブレイクスルー演技賞              | クリスティアン・フリーデル                   | 受賞       | [ 89 ]          |
| ナショナル・ボード・オブ・レビュー賞         | 2023年12月6日  | 国際映画トップ5                   | 『関心領域』                                 | 受賞       | [ 90 ] [ 91 ]   |
| 全米映画批評家協会賞                         | 2024年1月6日   | 監督賞                            | ジョナサン・グレイザー                       | 受賞       | [ 92 ]          |
| 全米映画批評家協会賞                         | 2024年1月6日   | 主演女優賞                        | ザンドラ・ヒュラー                           | 受賞       | [ 93 ]          |
| 全米映画批評家協会賞                         | 2024年1月6日   | 作品賞                            | 『関心領域』                                 | 次点       | [ 94 ]          |
| 全米映画批評家協会賞                         | 2024年1月6日   | 撮影賞                            | ウカシュ・ジャル                             | 次点       | [ 95 ]          |
| 全米製作者組合賞                             | 2024年2月25日  | 劇場映画賞                        | 『関心領域』                                 | ノミネート | [ 96 ] [ 97 ]   |
| サンディエゴ映画批評家協会賞                 | 2023年12月19日 | 助演女優賞                        | ザンドラ・ヒュラー                           | ノミネート | [ 98 ]          |
| サンディエゴ映画批評家協会賞                 | 2023年12月19日 | 脚色賞                            | ジョナサン・グレイザー                       | ノミネート | [ 98 ]          |
| サンディエゴ映画批評家協会賞                 | 2023年12月19日 | 外国語映画賞                      | 『関心領域』                                 | 次点       | [ 98 ]          |
| サンディエゴ映画批評家協会賞                 | 2023年12月19日 | 音響デザイン賞                    | 『関心領域』                                 | 受賞       | [ 98 ]          |
| サンフランシスコ・ベイエリア映画批評家協会賞 | 2024年1月9日   | 作品賞                            | 『関心領域』                                 | ノミネート | [ 99 ]          |
| サンフランシスコ・ベイエリア映画批評家協会賞 | 2024年1月9日   | 監督賞                            | ジョナサン・グレイザー                       | 受賞       | [ 99 ]          |
| サンフランシスコ・ベイエリア映画批評家協会賞 | 2024年1月9日   | 助演女優賞                        | ザンドラ・ヒュラー                           | ノミネート | [ 99 ]          |
| サンフランシスコ・ベイエリア映画批評家協会賞 | 2024年1月9日   | 脚色賞                            | ジョナサン・グレイザー                       | ノミネート | [ 99 ]          |
| サンフランシスコ・ベイエリア映画批評家協会賞 | 2024年1月9日   | 国際映画賞                        | 『関心領域』                                 | 受賞       | [ 99 ]          |
| サンフランシスコ・ベイエリア映画批評家協会賞 | 2024年1月9日   | 撮影賞                            | ウカシュ・ジャル                             | ノミネート | [ 99 ]          |
| サンフランシスコ・ベイエリア映画批評家協会賞 | 2024年1月9日   | 編集賞                            | ポール・ワッツ                               | 受賞       | [ 99 ]          |
| サンフランシスコ・ベイエリア映画批評家協会賞 | 2024年1月9日   | 作曲賞                            | ミカ・レヴィ                                 | ノミネート | [ 99 ]          |
| サテライト賞                                 | 2024年3月3日   | 監督賞                            | ジョナサン・グレイザー                       | ノミネート | [ 100 ] [ 101 ] |
| サテライト賞                                 | 2024年3月3日   | 脚色賞                            | ジョナサン・グレイザー、マーティン・エイミス | ノミネート | [ 100 ] [ 101 ] |
| サテライト賞                                 | 2024年3月3日   | 国際映画賞                        | 『関心領域』                                 | 受賞       | [ 100 ] [ 101 ] |
| シアトル映画批評家協会賞                     | 2024年1月8日   | 作品賞                            | 『関心領域』                                 | ノミネート | [ 102 ]         |
| シアトル映画批評家協会賞                     | 2024年1月8日   | 助演女優賞                        | ザンドラ・ヒュラー                           | ノミネート | [ 102 ]         |
| シアトル映画批評家協会賞                     | 2024年1月8日   | 国際映画賞                        | 『関心領域』                                 | ノミネート | [ 102 ]         |
| シアトル映画批評家協会賞                     | 2024年1月8日   | 撮影賞                            | ウカシュ・ジャル                             | ノミネート | [ 102 ]         |
| シアトル映画批評家協会賞                     | 2024年1月8日   | 作曲賞                            | ミカ・レヴィ                                 | ノミネート | [ 102 ]         |
| 作曲家・作詞家協会賞                         | 2024年2月23日  | インディペンデント映画作曲賞      | ミカ・レヴィ                                 | ノミネート | [ 103 ] [ 104 ] |
| セントルイス映画批評家協会賞                 | 2023年12月17日 | 作品賞                            | 『関心領域』                                 | ノミネート | [ 105 ]         |
| セントルイス映画批評家協会賞                 | 2023年12月17日 | 国際映画賞                        | 『関心領域』                                 | 次点       | [ 105 ]         |
| セントルイス映画批評家協会賞                 | 2023年12月17日 | 脚色賞                            | ジョナサン・グレイザー                       | ノミネート | [ 105 ]         |
| セントルイス映画批評家協会賞                 | 2023年12月17日 | 撮影賞                            | ウカシュ・ジャル                             | ノミネート | [ 105 ]         |
| セントルイス映画批評家協会賞                 | 2023年12月17日 | 音楽賞                            | ミカ・レヴィ                                 | ノミネート | [ 105 ]         |
| トロント映画批評家協会賞                     | 2023年12月17日 | 作品賞                            | 『関心領域』                                 | 受賞       | [ 106 ]         |
| トロント映画批評家協会賞                     | 2023年12月17日 | 監督賞                            | ジョナサン・グレイザー                       | 受賞       | [ 106 ]         |
| トロント映画批評家協会賞                     | 2023年12月17日 | 国際映画賞                        | 『関心領域』                                 | 次点       | [ 106 ]         |
| ワシントンD.C.映画批評家協会賞               | 2023年12月10日 | 外国語映画賞                      | 『関心領域』                                 | ノミネート | [ 107 ]         |
| 日刊スポーツ映画大賞・石原裕次郎賞           | 2024年12月27日 | 外国作品賞                        | 『関心領域』                                 | 受賞       | [ 108 ]         |